# Aviv Yechezkel
Aviv Yechezkel (Tel Aviv, 21 de abril de 1994) es un ciclista israelí que fue profesional desde febrero de 2016 hasta julio de 2018 perteneciendo siempre al Israel Cycling Academy.

## Palmarés

### Ruta
2015
- 2.º en el Campeonato de Israel Contrarreloj

2016
- Campeonato de Israel Contrarreloj
- 2.º en el Campeonato de Israel en Ruta

2017
- 3.º en el Campeonato de Israel en Ruta

### Ciclocrós
2016
- Campeonato de Israel de Ciclocrós

## Equipos
- Israel Cycling Academy (02.2016-07.2018)
  - Cycling Academy (02.2016-12.2016)
  - Israel Cycling Academy (2017-07.2018)